# Апанасенко, Вячеслав Михайлович (контр-адмирал)
Вячесла́в Миха́йлович Апана́сенко (5 сентября 1947, Езерище — 10 февраля 2014, Москва) — советский и российский военачальник и учёный, член-корреспондент Российской академии ракетных и артиллерийских наук и Международной академии информатизации. Контр-адмирал (12.06.1998).
В. М. Апанасенко известен также тем, что принимал участие в переговорах с США о сокращении стратегических наступательных вооружений, проводил испытания отечественного ядерного оружия. Был участником боевых действий в Египте.

## Биография

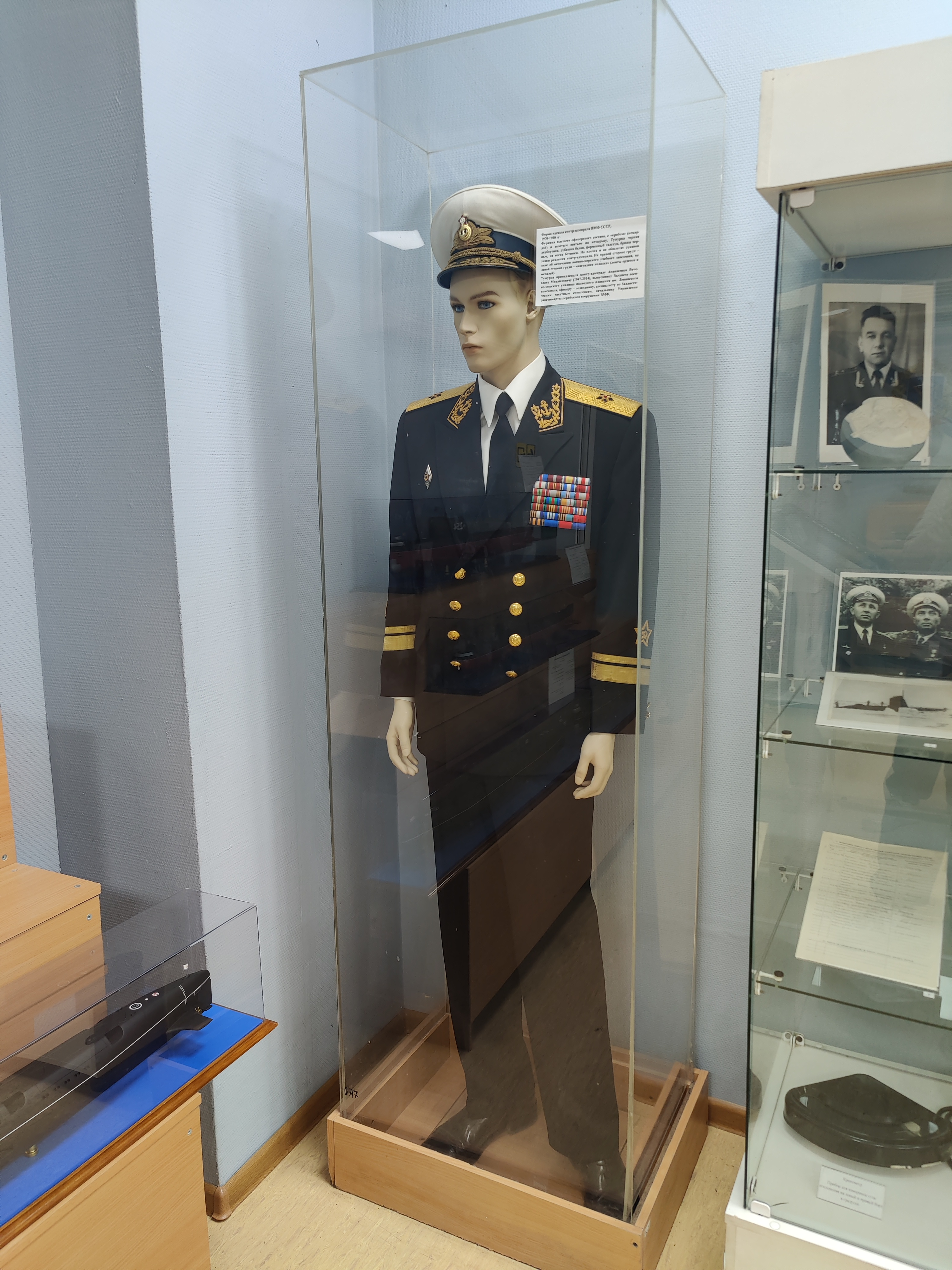
Тужурка Вячеслава Михайловича в музее истории подводных сил имени Маринеско

По окончании восьми классов школы работал слесарем-сборщиком на Витебском заводе заточных станков, одновременно обучался в станкоинструментальном техникуме. По окончании техникума работал на Минском заводе запасных частей (с 1970-го — Минский завод шестерен) наладчиком.
Впоследствии В. М. Апанасенко решил связать свою судьбу с военной службой и в 1971 году с отличием окончил Высшее военно-морское училище подводного плавания имени Ленинского комсомола. Служил на атомных подводных лодках Северного флота, участвовал в дальних походах и в испытаниях баллистических ракет для подлодок. В последние годы был начальником управления ракетно-артиллерийского вооружения ВМФ (1996—1998), начальником штаба вооружения ВМФ (1998—2000), главой Российской военной миссии в Алжире (2000—2002). Уволен в запас в 2003 году. По окончании военной службы Вячеслав Михайлович Апанасенко работал на преподавательских должностях и занимался научной деятельностью.
Автор более 50 научных работ, докладов и статей по проблемам развития оружия ВМФ, сокращения стратегических наступательных вооружений и другим тематикам.
7 февраля 2014 года контр-адмирал Апанасенко в крайне тяжёлом состоянии был доставлен в отделение реанимации Первой Градской больницы Москвы. СМИ сообщили, что Вячеслав Михайлович Апанасенко, страдавший раком, пытался покончить жизнь самоубийством, выстрелив себе в голову из наградного пистолета. Вице-премьер Ольга Голодец подала запрос в Министерство здравоохранения, почему Апанасенко не получил обезболивающих препаратов. В. М. Апанасенко умер 10 февраля 2014 года.

## Награды и звания
- Орден «За военные заслуги» (1999)
- Орден «Красной Звезды» (1984)
- Общественный орден «Петра Великого» (2003)
- Также награждён многими медалями, среди которых медали академиков М. К. Янгеля, В. П. Макеева, В. Н. Челомея за участие в создании приоритетных образцов ракетно-космической техники.

## Память
- Тужурка Вячеслава Михайловича в музее истории подводных сил имени Маринеско.
- Памятный знак контр-адмиралу Вячеславу Апанасенко в Чашники Витебской области Беларуси (2015)[5].